# 사쿠라모치

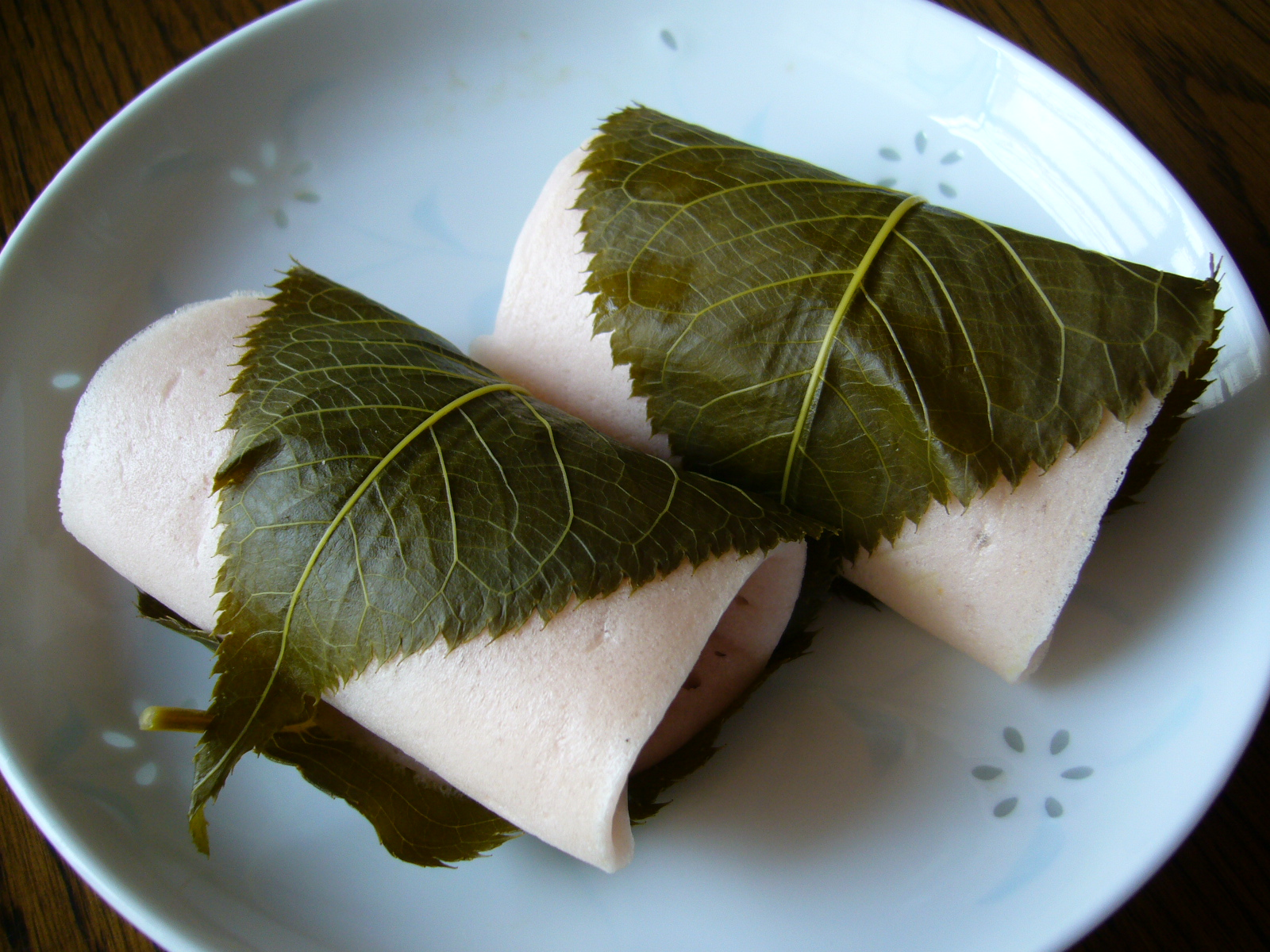
사쿠라모치

사쿠라모치(일본어: 桜餅)은 물에 푼 밀가루를 장원형으로 얇게 구어서 팥소를 싸고, 소금에 절인 벚나무 잎를 두른 화과자이다. 겉의 짠맛이 속의 단맛을 극대화시켜준다.
일반적으로 「사쿠라모치」라고 호칭되는 것에는, 관동 지방에서 고안되어 동일본을 중심으로 퍼진 간토풍와, 관서 지방에서 고안되어 전국에 퍼진 간사이풍등 2종류가 존재한다.
연중 먹을 수 있는 과자이지만, 명칭에도 나와 있는 것처럼 식홍색으로 벚꽃을 연상시키는 핑크색으로 착색하고 있기도 해, 오늘날에는 히나마츠리에 빠뜨릴 수 없는 과자의 하나로서 정착하고 있다. 원래 히나마츠리의 단골 메뉴는 아니었지만, 분홍색이 히나마츠리의 이미지에 맞는 것이나 단오절에서 가시와모치가 정착되어 있었던 것 등으로 보아, 죠지(桃巳)의 명절에서 사쿠라모치를 먹게 되었다고 생각된다.

## 같이 보기
- 사쿠라유
- 화전 (음식)
- 다도 (일본)
- 즌다모찌
- 보타모치